# Brachycalanus minutus
Brachycalanus minutus är en kräftdjursart som beskrevs av K.R.E. Grice 1973. Brachycalanus minutus ingår i släktet Brachycalanus och familjen Phaennidae. Inga underarter finns listade i Catalogue of Life.